# Klostertaler Umwelthütte
Die Klostertaler Umwelthütte ist neben dem DAV-Haus Obertauern, dem Hannoverhaus, und der Neuen Prager Hütte die vierte eigene Alpenvereinshütte des Deutschen Alpenvereins und ist somit keiner Sektion zugehörig. Die Hütte ist eine Selbstversorgerhütte der Kategorie I und liegt auf 2366 m ü. A. im Klostertal/Silvretta in der Gemeinde Gaschurn im österreichischen Bundesland Vorarlberg.

## Geschichte

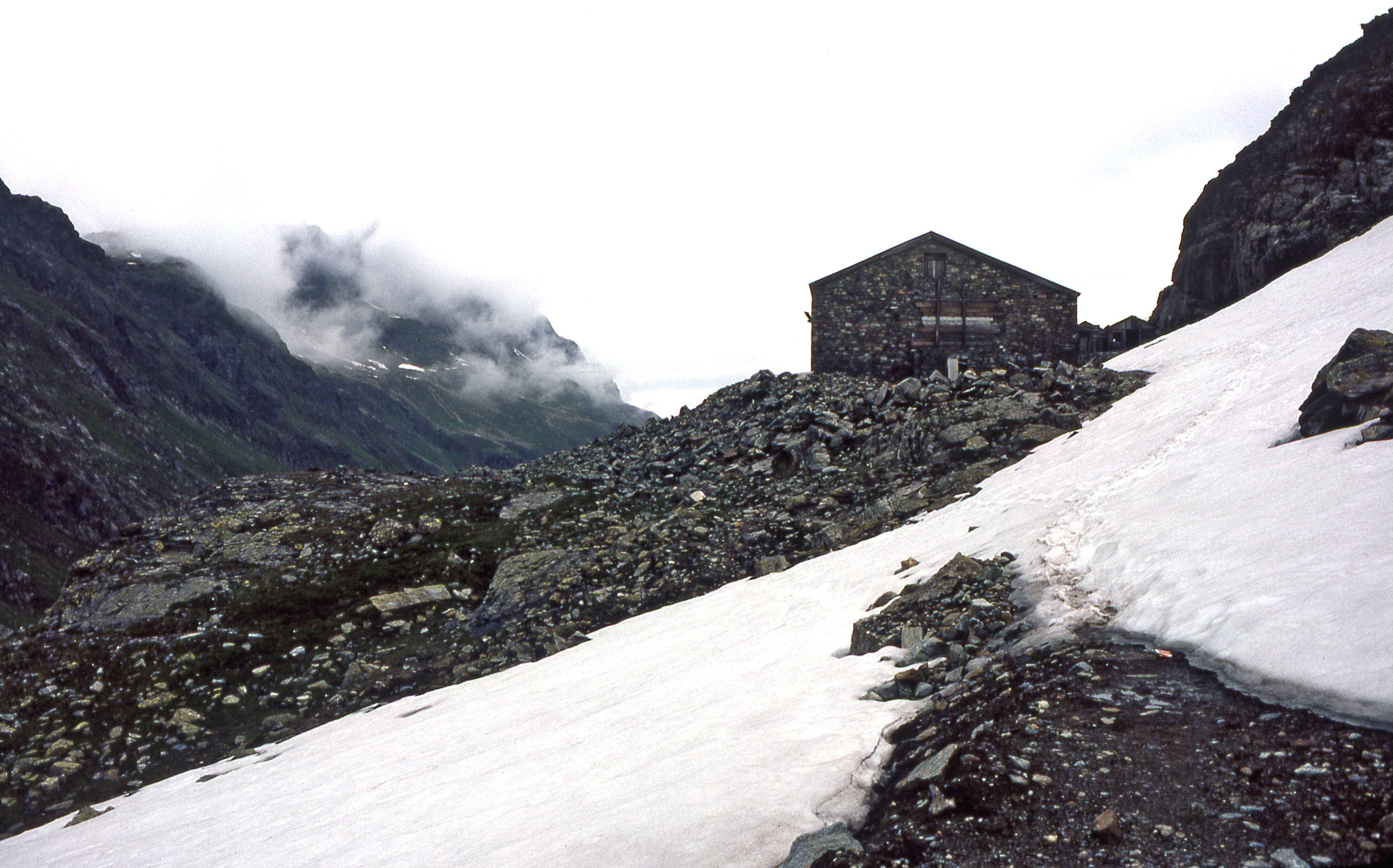
Klostertaler Hütte (Südwest-Giebelmauer) samt verfallenden Holzanbauten, 1980

Der in den 1970er-Jahren von der Sektion Wiesbaden des Deutschen Alpenvereins begonnene Rohbau wurde 1980 von der Sektion Stuttgart des Deutschen Alpenvereins übernommen und sah zunächst die Errichtung eines bewirtschafteten Schutzhauses vor. Da die Silvretta bereits als ausreichend erschlossen galt, war der Neubau einer weiteren Hütte umstritten. Der Weiterbau wurde von Umweltschützern erfolgreich bekämpft, sodass die Hauptversammlung des DAV 1983 den Abriss beschloss. Gegen diesen legte die Talgemeinde Gaschurn Einspruch ein, so dass das Haus über Jahre hinweg eine Bauruine blieb und als Kompromiss 1993 als Selbstversorgerhütte und Stützpunkt für die Bergrettung fertiggestellt und eröffnet wurde. Die Verwaltung erfolgt heute durch den Dachverband des Deutschen Alpenvereins in München. Sie ist mit dem Alpenvereinsschlüssel zugänglich. Ein Notraum ist immer offen.
Am Haus sind versuchsweise Wärmekollektoren angebracht. Der große am Südgiebel unterstützt die Beheizung des Hauses, ein kleinerer liefert Wärme, um die aufgrund der tiefen Durchschnittstemperaturen sehr langsame Verrottung der Fäkalien zu beschleunigen.

## Zustieg
- Bielerhöhe – Silvretta-Stausee, 2036 m, eineinhalb Stunden Gehzeit

## Nachbarhütten
- Saarbrücker Hütte, 2538 m, zwei Stunden Gehzeit
- Wiesbadener Hütte, 2443 m, zwei Stunden Gehzeit
- Silvrettahütte, 2341 m, zwei Stunden und 45 Minuten Gehzeit

## Tourenmöglichkeiten
- Silvrettahorn, 3244 m, 3,5 Std. Gehzeit
- Schneeglocke, 3223 m, zwei Stunden und 45 Minuten Gehzeit

## Karten
- Alpenvereinskarte 26 Silvrettagruppe (1:25.000)

- Österreichische Karte 1:50.000. Bundesamt für Eich- und Vermessungswesen Österreich, abgerufen am 3. Oktober 2024.